# Soba (Korhogo)
Pour les articles homonymes, voir Soba (homonymie).
Soba est une localité du Nord de la Côte d'Ivoire et appartenant au département de Ferkessédougou, Région des Savanes. La localité de Soba est un chef-lieu de commune.